# Liu Mingchuan
Liu Mingchuan (chiń. upr. 刘铭传; chiń. trad. 劉銘傳; pinyin Liú Míngchuán; Wade-Giles Liu Ming-ch’uan, ur. 7 września 1836 w Hefei, prow. Anhui – zm. 11 stycznia 1896 tamże) – chiński polityk i generał, pierwszy gubernator prowincji Tajwan. Mimo ubogiego pochodzenia, dzięki talentom wojskowym osiągnął wysokie stopnie wojskowe, odznaczając się w walkach z tajpingami i Nian. Następnie sprawnie dowodził obroną Tajwanu przed Francuzami w 1884. Mianowany gubernatorem wyspy, rozpoczął niezwykle szerokie reformy, nie wszystkie ukończone sukcesem. Jeden z najenergiczniejszych i najwybitniejszych reformatorów ruchu samoumocnienia Chin.

Co by o nim nie mówić, trzeba przyznać, że Liu Ming-chuan był inteligentny, otwarty i postępowy; nie charakteryzowały go natomiast tak charakterystyczne dla chińskich urzędników, zadufanie i bigoteria.

## Początki kariery
Pochodził z rodziny chłopskiej, ale praca na roli nie zaspokajała jego ambicji, został więc przywódcą gangu przemytników soli (podobno już w wieku siedemnastu lat zabił człowieka). Ówczesny gubernator Anhui, Dao Chuang chcąc złamać monopol kupców solnych, zezwolił na handel nią każdemu, kto zakupił towar za gotówkę ze składów rządowych. Siedemnastoletni Liu nabył sól używając sfałszowanych dokumentów, a jego banda, zwana Mingzi Jun, odstraszyła konkurentów na tyle, że sam stał się monopolistą w regionie.

### Powstanie tajpingów

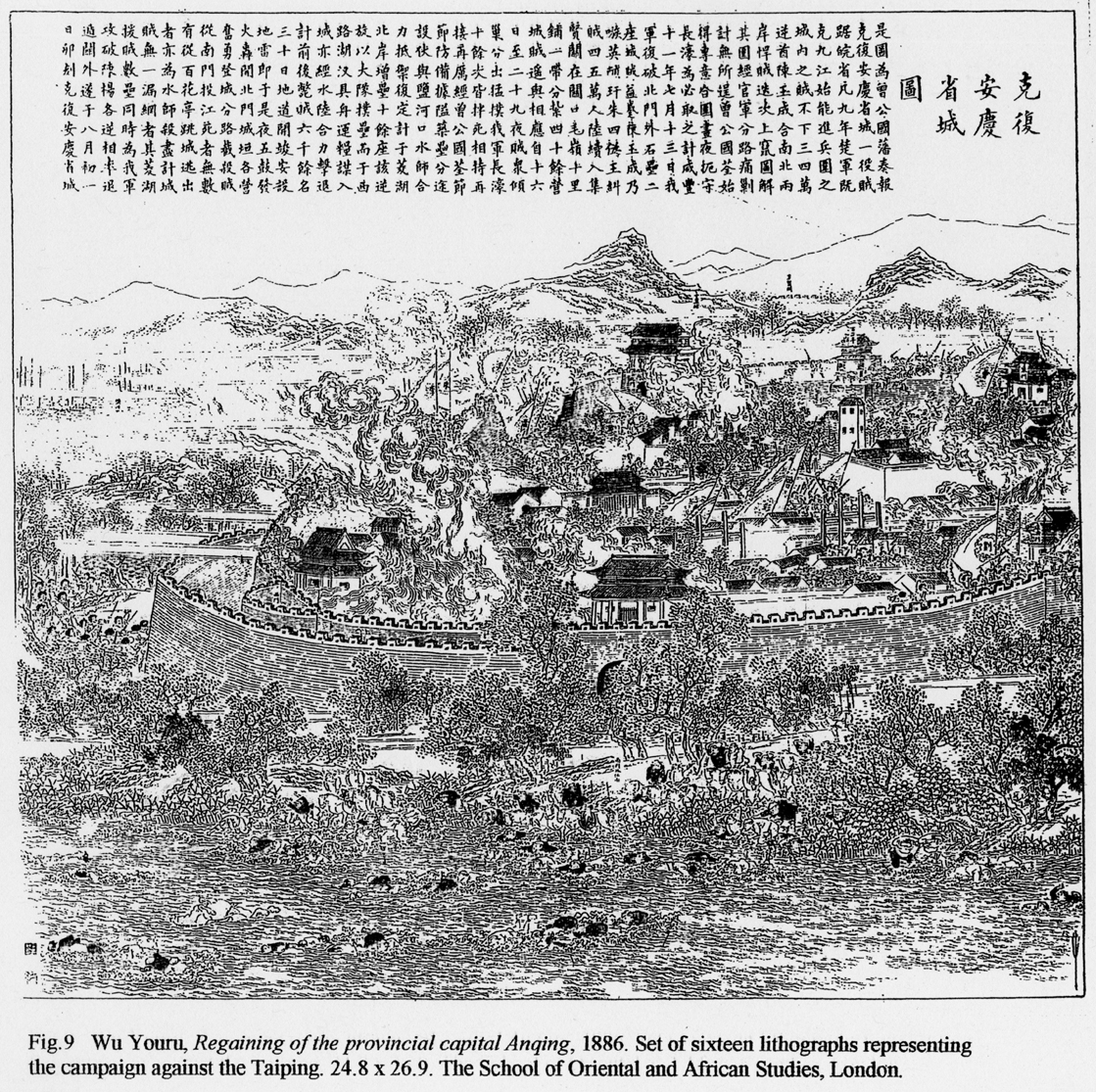
Szturm na Anqing podczas wojny z tajpingami

W 1854, gdy tajpingowie zagrażali miastu, namówił gubernatora, by jego bandę uznać za oddział lokalnej milicji. Rozbudował ją następnie, tworząc silny korpus, który przez siedem lat skutecznie chronił Hefei, aż do ostatecznego odparcia inwazji w 1861.
Następnie wziął udział w kampanii przeciw Chen Yuchengowi; osiągnąwszy rangę majora, został w 1862 zauważony przez Li Hongzhanga, który skłonił go do wstąpienia wraz ze swym oddziałem do Armii Huai. W tym czasie docenił nowoczesne uzbrojenie zachodnie, w które starał się wyposażyć swoje wojska; używał też zachodniej artylerii i zatrudniał instruktorów-obcokrajowców.
Po pobiciu tajpingów na południowy wschód od Szanghaju, wziął twierdzę Jinshan; w następnym roku uderzył drogą wodną na Fushan i wziął udział w szturmie Yangshe. W 1864, w czasie ofensywy na Suzhou ścigał innego wodza tajpingów, Li Xiuchenga, do Nankinu. W nagrodę za opanowanie Jiangsu otrzymał rangę głównodowodzącego w prowincji Zhili, choć był niewykształcony i miał tylko 29 lat.

### Powstanie Nian

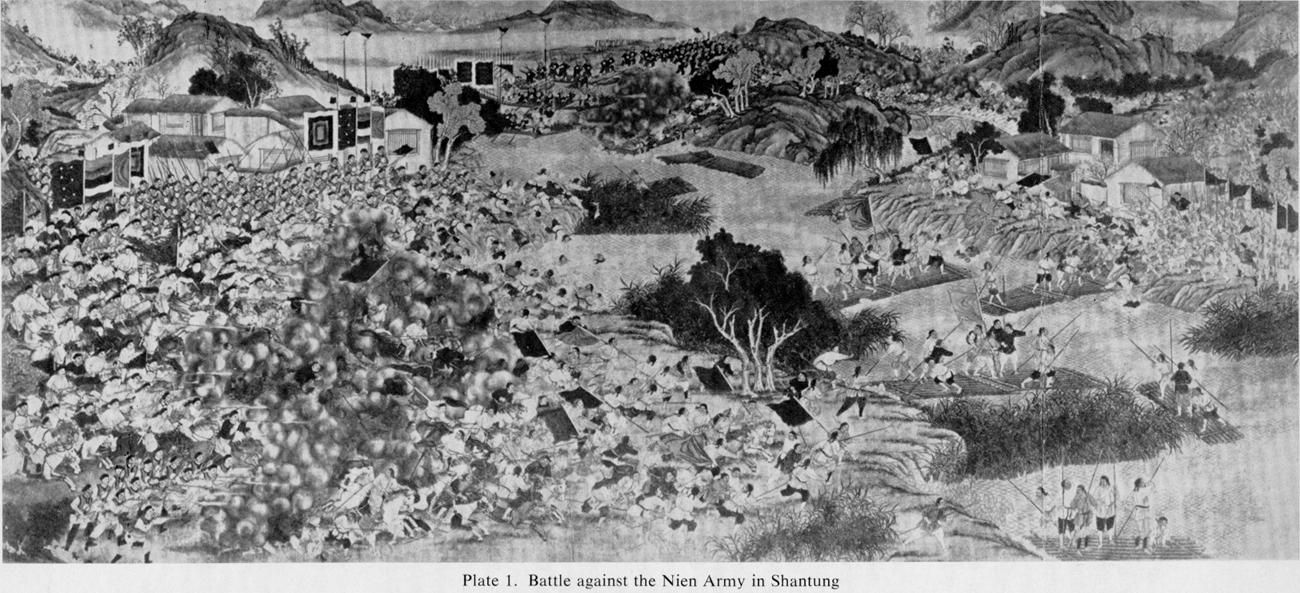
Bitwa z Nian w Shandongu

Nie objął urzędu, bo został wysłany pod komendą Zeng Guofana i Li Hongzhanga do walki z powstańcami Nian. W lipcu 1865 opanował Zhoujiakou w Henanie, ważną bazę rebeliantów i uczynił z niej swą kwaterę główną. Jego ofensywa w 1866 doprowadziła do podziału sił Nian. Liu ścigał wschodnią armię Nian z Shandongu do Jiangsu i Hubei, i znów do Shandongu, gdzie w maju zagrodził im drogę, skutecznie wykorzystując swoją nowoczesną artylerię, pod dowództwem francuskiego oficera w służbie chińskiej, przeciwko kawalerii powstańców. Odniósł zwycięstwa pod Jizhao, Ganyu, Weixian i Shouguang; ostatecznie okrążył siły Nian nad rzeką Mi i zniszczył 24 grudnia 1867. Jego armia miała zabić 20 tys., a pochwycić 10 tys. rebeliantów. Po kilku miesiącach odpoczynku wziął udział w kampanii przeciw zachodnim Nian i pomógł okrążyć i rozbić ich w Shandongu w 1868.
Jako wyróżniający się generał wojny z Nian, otrzymał (mając zaledwie 31 lat) rangę barona i rzadki przywilej bezpośredniego składania petycji do tronu. W rodzinnymi mieście zbudował wspaniałą rezydencję i opublikował tom wierszy (choć nie jest pewne, czy na pewno był ich autorem). Z bandyty stał się szanowanym gentlemanem i przez 10 lat wiódł życia ziemianina, nadrabiając braki w edukacji. Z wojen wyniósł doświadczenia z zachodnią techniką, a brak klasycznego wykształcenia konfucjańskiego ułatwił mu absorpcję nowych idei. Liu stał się jednym z rzeczników „ruchu samoumocnienia", zakładającego wykorzystanie zachodniej technologii dla wzmocnienia państwa chińskiego, przy zachowaniu tożsamości kulturowej i narodowej.
W 1870 zlecono mu komendę nad armią w Shaanxi i tłumienie powstania muzułmanów; nie mogąc jednak współpracować z głównodowodzącym tam Zuo Zongtangiem, zrezygnował, wymawiając się względami zdrowotnymi. W 1880 jego dawny patron, Li Hongzhang, wezwał go do stolicy, by pomógł w rozwiązaniu kryzysu na granicy z Rosją, która odmawiała oddania strategicznych przełęczy, do czego była zobowiązana traktatem z 1871. Liu, niezbyt chętny rezygnacji z wygód swego domu, zwlekał, tak, że kiedy dotarł do Pekinu, kryzys już minął. Liu złożył więc tylko memoriał proponujący budowę linii kolejowych, co ułatwiłoby przerzucenie oddziałów nad granicę i ożywiło gospodarczo północno-zachodnie prowincje. Jego propozycje konserwatywny dwór odrzucił jako nazbyt rewolucyjne, a Liu wrócił do domu, który stał się centrum dyskusji nad naprawą państwa.

## Obrona Tajwanu

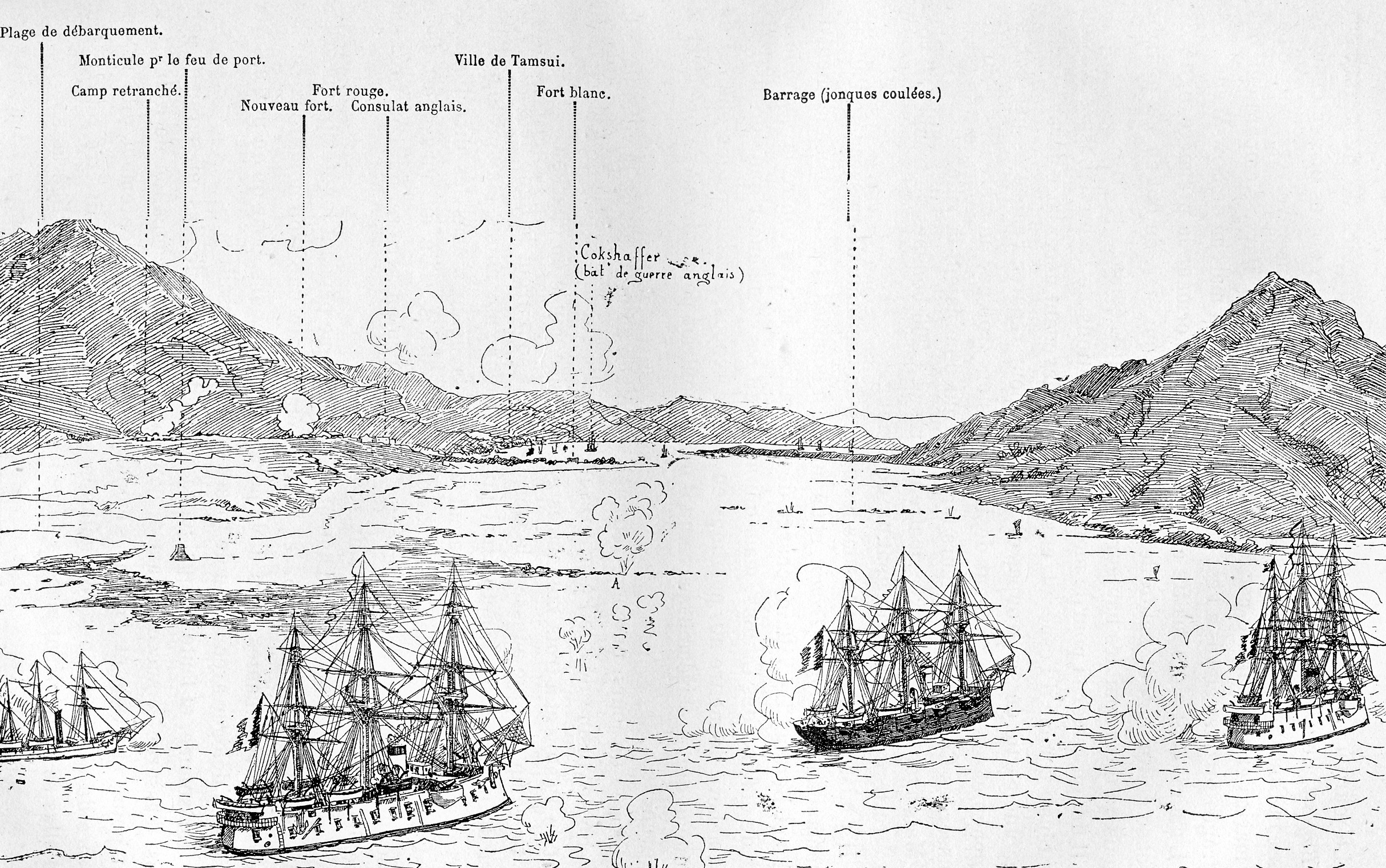
Bombardowanie Danshui przez francuską eskadrę, 2 października 1884

W 1884 Liu Mingchuan został mianowany gubernatorem prowincji Fujian, w skład której wchodził także Tajwan. Właśnie obrona tej wyspy była jego głównym zadaniem: toczyła się wojna chińsko-francuska i flota nieprzyjaciela zagrażała wybrzeżom Chin. 16 lipca Liu przybył do Keelungu. Jego oddziały miały przewagę liczebną, lecz siły francuskie były dużo lepiej wyszkolone i wyposażone. Liu, nie posiadając floty, zmobilizował dostępne siły do obrony portów. 6 sierpnia eskadra adm. Lespes’a zbombardowała i zniszczyła baterie w Keelungu i wysadziła 200 osobowy desant, który trzytysięczny oddział chiński zepchnął z powrotem do morza: Liu odniósł małe, ale prestiżowe zwycięstwo. Niestety, 23 sierpnia flota adm. Courbeta unicestwiła flotę Fujianu w bitwie pod Fuzhou i uzyskała panowanie na morzu, odcinając Tajwan od kontynentu.
W październiku Francuzi uderzyli ponownie, najpierw bez powodzenia na Danshui, by wreszcie 8 października wziąć Keelung. Oddziały Liu stawiły zacięty opór, blokując francuski desant: inwazja ugrzęzła. Pekin początkowo krytykował Liu za utratę portu, później jednak uznał jego zasługi: francuskie oddziały, mimo przełamania blokady na wiosnę 1885 i natarcia na Tajpej, były zbyt wyczerpane i schorowane po ciężkiej zimie, by działać skutecznie i ostatecznie się wycofały, nic nie osiągnąwszy. W wyniku wojny, rząd qingowski zdał sobie sprawę ze znaczenia Tajwanu dla obrony wybrzeża Chin i podjął wysiłki na rzecz jego umocnienia.

## Ustanowienie prowincji

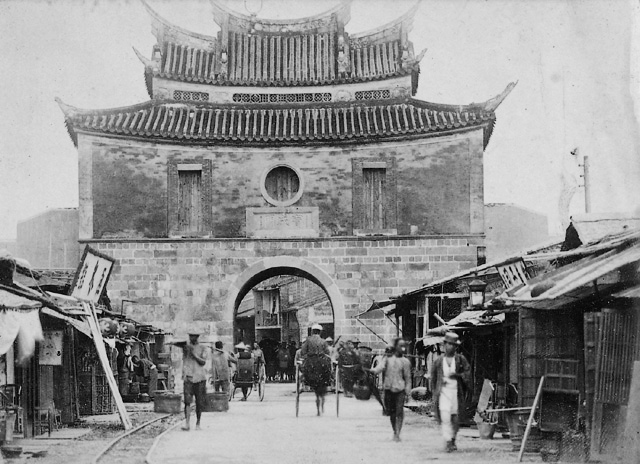
Zachodnia Brama Tajpej, zbudowana za czasów Liu Mingchuana

Po wojnie Liu przygotował projekt modernizacji wyspy dla swego następcy i szykował się do powrotu, by kontynuować swą zasłużoną emeryturę; w odpowiedzi na podanie o urlop otrzymał ze stolicy napomnienie za próbę unikania obowiązków i nominację na gubernatora Tajwanu. W październiku 1885 Pekin wyraził zgodę na oddzielenie Tajwanu od Fujianu i ustanowienie niezależnej prowincji, mianując Liu Mingchuana pierwszym gubernatorem (proces podziału i tworzenie nowych struktur trwały do 1887).
Przeorganizowano strukturę administracyjną terytorium, tworząc 3 prefektury, 11 powiatów i jeden powiat samodzielny:
- powiat Taidong, podległy bezpośrednio władzom prowincji
- prefektura Tajpej, z powiatami:
  - Danshui
  - Xinzhu
  - Yilan
  - Keelung
  - Nanya
- prefektura Taiwan, z powiatami
  - Zhanghua
  - Yunlin
  - Miaoli
  - Puli
- prefektura Tainan, z powiatami
  - Fengshan
  - Hengchun
  - Penghu

Kluczowe dla nowej prowincji było zapewnienie jej funduszy na ustanowienie nowej administracji i reformy. Liu otrzymał do dyspozycji cła z Danshui i Anpingu (i podległych im Keelungu i Kaohsiungu, łącznie ok. 450 tys. liangów) oraz (na okres 5 lat), bezpośrednią dotację rządową – z funduszu prowincji Fujian (ok. 440 tys. liangów) i ceł z Szanghaju i portów Chin południowych (ok. 360 tys.).
Liu zadecydował, że dawna stolica władz wyspy – Taiwanfu (台南府, dzisiejszy Tainan) leży zbyt daleko na południe, z dala od nowych szlaków żeglugowych do modernizującej się Japonii i portów traktatowych Fuzhou i Szanghaju. Ustanowił więc tymczasowo stolicę w swej dawnej kwaterze z czasów wojny – Tajpej, a nową stolicę zamierzał postawić 100 km na południe, po doprowadzeniu w to miejsce linii kolejowej. Zaplanował więc nowe miasto, dzisiejszy Taizhong: otoczył je wałem, wyznaczył ulice, zbudował yamen (biuro gubernatora) i wprowadził garnizon. Dokończenie budowy kosztowałoby jednak zbyt wiele, więc po wydaniu 250 tys. liangów, zrezygnował.

## Reformy na Tajwanie
Przez 200 lat dynastia Qing traktowała Tajwan jako odległe i dzikie pogranicze, deficytowe i zamieszkałe w połowie przez niecywilizowanych i barbarzyńskich aborygenów. Liu „otrzymał w spadku" wyspę pozbawioną właściwie sieci drogowej i przemysłu, o złożonej strukturze własności rolnej, zamieszkałą przez skonfliktowane grupy chińskie (Hoklo i Hakka), których wspólną cechą była buntowniczość i niechęć do władz. Do tego dochodziła skorumpowana i nieefektywna administracja, której władza nie obejmowała terytoriów aborygeńskich; silne za to były tajne stowarzyszenia i gangi. Równocześnie, dzięki sprzyjającym warunkom naturalnym, Tajwan produkował znaczne nadwyżki ryżu i cukru, eksportując je na kontynent i za granicę.
Liu Mingchuan rozpoczął energiczną modernizację nowej prowincji. Zorganizował lub przekształcił ponad 30 instytucji, które podlegały rządowi prowincjonalnemu, jak m.in. Biura: Podatkowe, Transportu Morskiego, Węgla, Medyczne, Ziemskie i Monopolu Solnego. Reorganizacja miała na celu wzrost dochodów prowincji, by mogła się ona sama utrzymać, wykorzystując lokalnie dostępne zasoby.

### Reformy wojskowe
Wzmocnienie obronności wyspy było konieczne by zapobiec agresji zewnętrznej, lecz także by zapewnić sobie kontrolę nad lokalną populacją, która mogła się pochwalić długą historią buntów i rebelii. Po wojnie chińsko-francuskej garnizon liczył nominalnie 14 tys. żołnierzy, a faktycznie ok. 4,5 tys. Gubernator, jak zaznaczał w swoich memoriałach, uważał tajwańskie siły armii Zielonego Sztandaru (ok. 4500 ludzi) za najkosztowniejsze i najgorsze w całym cesarstwie. Rozpoczął więc energiczne działania, by podnieść kwalifikacje wojska, szkoląc je i wzmacniając dyscyplinę. Siły regularne Liu wzmocnił utrzymując i trenując czterotysięczny oddział aborygeński. Reorganizował też oddziały lokalnych milicji i pod koniec 1888 miał do dyspozycji ok. 22 tys. ludzi, których wyposażył w nowoczesną broń; najął też dwóch zachodnich oficerów jako instruktorów. Nie wahał się przed usuwaniem niekompetentnych oficerów, w ich miejsce promując żołnierzy niższych rang. Walczył z korupcją, w szczególności z powszechną praktyką „martwych dusz", których żołd trafiał do oficerskich kieszeni (zyskał w ten sposób wielu wrogów). Równocześnie jednak bronił dowódców, których uważał za sprawdzonych, nawet jeśli krytykował ich dwór. Dbał też o żołnierzy, zapewniając wsparcie rodzinom zmarłych na skutek chorób i pomagając w zatrudnieniu po służbie (m.in. w tym celu sprowadził na Tajwan ryksze).
By uniknąć blokady, jak w czasie wojny, Liu w 1885–1886 zorganizował bazę marynarki wojennej na Peskadorach; w 1886 ustanowił arsenał w Tajpej, który obejmował dwie fabryki: amunicji karabinowej i artyleryjskiej, oraz młyn prochowy. W następnym roku rozpoczął budowę baterii nadbrzeżnych w pięciu głównych portach Tajwanu: Danshui, Keelung i Tainan otrzymały po dwie, a Kaohsiung – cztery; forty wyposażano w nowoczesne działa Kruppa lub Armstronga, podobnie jak ufortyfikowane Tajpej. Nie powiodła się natomiast próba stworzenia tajwańskiej flotylli: petycja dotycząca zakupu sześciu kanonierek torpedowych i czterech większych okrętów została przez Pekin odrzucona.

### Reformy ekonomiczne
Dla samowystarczalności prowincji najważniejsza była reforma podatków. W tym celu wzmocniono kontrolę ludności oraz przeprowadzono weryfikację i uproszczenie własności gruntów. W celu kontroli populacji zreorganizowano system baojia, w którym 10 rodzin łączono w jedno jia, a 10 jia – w jedno bao, każde ze swoim naczelnikiem. Członkowie: rodzin, jia i bao byli wzajem za siebie odpowiedzialni i byli zobowiązani do raportowania władzom wykroczeń innych członków grupy za pośrednictwem naczelników.
Planując zmiany, Liu zorientował się, że dochody podatkowe są zdecydowanie za niskie: przykładowo z powiatu Danshui wpływało zaledwie 780 liangów, a z Yilan – nic. Rozpoczęty w 1886 spis ziem, choć niedokończony, ujawnił, że w uprawie znajduje się o 20% więcej ziemi niż sądziły władze. Łączna powierzchnia uprawianych gruntów wynosiła 860 tys. ha.
W ramach reformy (częściowo) uproszczono strukturę własnościowo-podatkową na wyspie. Typową dotąd strukturę trójpoziomową "wielkich właścicieli ziemskich" dzierżawiących znaczne areały "małym właścicielom", którzy dopiero dzierżawili pola uprawiającym je chłopom, starano się uprościć skłaniając "wielkich obszarników" do przekazania ziemi (wraz z zobowiązaniami podatkowymi) "małym obszarnikom". Spotkało się to z oporem wielkich właścicieli, i w efekcie wdrożono system pośredni: wielcy właściciele nie płacili podatków; przekazywali 40% dotąd pobieranej renty dzierżawczej (ok. 10% zbiorów) w ręce „małych właścicieli", którzy za to przejęli pełną odpowiedzialność za płacenie podatków państwu (które z kolei obniżono o 40%). Nawet ten ograniczony system wdrożono w pełni jedynie na północy wyspy. Dodatkowo, połączono wiele różnych podatków w jeden, płacony w srebrze. W 1888, kiedy przekazano pierwsze ziemie w ręce „małych dzierżawców", obserwując postępy spisu, Liu szacował, że dochody skarbu z podatków ziemskich powinny wynosić 674,468 liangów, w miejsce ówcześnie otrzymywanych 183,366 liangów.
Zaostrzenie polityki podatkowej spowodowało wzrost dochodów za cenę niezadowolenia tajwańskich elit, zwłaszcza na południu wyspy. W 1888 wybuchła rewolta, pod przywództwem lokalnego obszarnika Shi Jiutuana, powstańcy oblegli nawet miasto Zhanghua. Liu udało się ją stłumić, musiał jednak wycofać się z części swoich reform, a powstanie było podstawą do jego późniejszego odwołania. Ostatecznie wpływy nigdy nie osiągnęły zaplanowanego poziomu, choć w niektórych regionach wzrost wpływów był czternastokrotny. Nawet niedokończona, weryfikacja majątków przyniosła wzrost z 183 do 500 tys. liangów (ponad 270%), co stanowiło prawie 12% dochodów prowincji. Należy zaznaczyć, że osiągnięto to jedynie egzekwując dotychczasowe podatki, bez ich podnoszenia. Mimo to, Tajwan za panowania mandżurskiego nigdy nie osiągnął samodzielności finansowej; co najmniej 10% budżetu nowej prowincji pochodziło z subsydiów z Fujian.
Liu usiłował też zwiększyć dochody budżetu, a zarazem ograniczyć wpływy kupców zagranicznych, którzy korzystali ze zwolnień podatkowych w portach Anping i Keelung, otwartych na mocy traktatu tianjińskiego z 1860. W 1886 wprowadził podatek przewozowy tzw. lijin najpierw na cukier, najważniejszy produkt eksportowy południowego Tajwanu. Wycofał się jednak z tego pomysłu, gdy eksport gwałtownie spadł (o 28% poniżej poziomu z lat francuskiej blokady morskiej). Próby opodatkowania kamfory i innych towarów docierających drogami do portów traktatowych wywołały protesty przedstawicielstw dyplomatycznych w Pekinie, który skłonił gubernatora do zaprzestania ich pobierania. Udało mu się natomiast opodatkować towary przywożone na Tajwan z kontynentu na statkach zagranicznych: uznał, że są one z portów traktatowych eksportowane na terytorium chińskie i obłożył podatkiem (te same towary docierające na chińskich statkach nie były opodatkowywane).

### Usprawnienia techniczne
22 marca 1888 w Tajpej otwarto Biuro Pocztowe, wydział qingowskiego Biura Pocztowego (założonego w 1878 przez Li Hongzhanga w ramach służby celnej); biuro prowincji Tajwan było pierwszą niezależną organizacyjnie pocztą w Chinach. Istniejącą od 1877 linię telegraficzną Anping (Tainan) – Tajpej przedłużył do Keelungu i Danshui, a w 1888 podmorskim kablem połączył Danshui i Fuzhou i Tainan z Peskadorami. Kable podmorskie działały bardzo dobrze; lokalne, głównie ze względu na wandalizm, miały częste przerwy w funkcjonowaniu. W Tajpej ustanowił w 1890 szkołę telegrafistów (wcześniej, 1887, założył szkołę języka angielskiego).
Liu wprowadził w 1887 yamenie i na ulice Tajpej oświetlenie elektryczne. Było to pierwsze tak oświetlone miasto w Chinach, jednak koszt okazał się zbyt wysoki i latarnie miejskie wyłączono. Bardziej trwałe okazały się bruki, którymi wyłożono stołeczne ulice, w wersji minimalnej składające się z dwóch równoległych ścieżek, dostosowanych do rozstawu kół ryksz – kolejnej innowacji gubernatora (zakupił je on z prywatnych środków, by po paru latach przekazać rykszarzom; stworzył w ten sposób prekursora „federacji taksówkarskiej").

#### Kopalnie węgla
Kopalnie koło Keelungu otwarto ok. 1876, by zaopatrywać parowce kursujące do Fuzhou. Nie funkcjonowały zbyt sprawnie, a podczas francuskiej inwazji, Liu osobiście nakazał ich zniszczenie. Próba ich otwarcia za prywatne pieniądze nie powiodła się i gubernator wykupił udziały, mianując naczelnym inżynierem H.C. Mathesona. Wkrótce jednak przesunął go do budowy kolei, a następcą mianował Chińczyka bez odpowiednich kwalifikacji. Ze względu na wysokie straty przedsiębiorstwa i brak funduszy na wielkoskalowe inwestycje, Liu postanowił dać brytyjskim inwestorom prawo do szerokiego poszukiwania kopalin, rezerwując sobie możliwość zakupu węgla poniżej cen rynkowych. Układ ten został zablokowany przez Pekin, obawiający się obcej kontroli nad strategicznymi zasobami. Nowy zarządca mianowany przez Liu zmniejszył straty, ale bez szerokich inwestycji i otwarcia nowych złóż, kopalnie nie miały szansy przetrwania. Gubernator przedstawił więc nowy plan, w którym rząd miał posiadać 1/3, a kupcy 2/3 udziałów; kwestie techniczne miały być w rękach brytyjskich inżynierów. Ten plan także nie zyskał akceptacji dworu, podejrzliwego wobec zagranicznego kapitału i zirytowanego faktem, że Liu rozpoczął budowę kolei dowozowej do kopalni, których los nie został jeszcze przesądzony. Sprawa kopalni pozostała nierozwiązana do czasu opuszczenia wyspy przez Liu.

#### Linie kolejowe

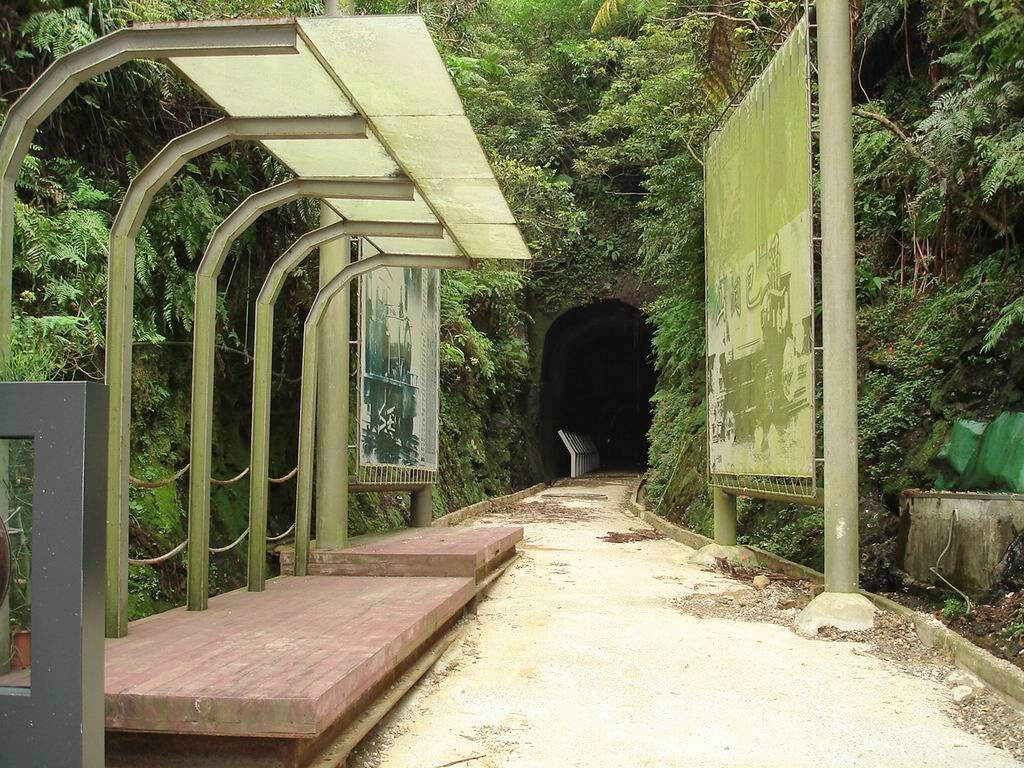
Zabytkowy tunel kolejowy koło Keelungu

Liu od dawna był entuzjastą kolei: na Tajwanie marzyła mu się linia północ-południe, przez całą wyspę; miała przy niej leżeć nowa stolica w Taizhongu. W 1887 uzyskał wsparcie od zamorskich businessmanów chińskiego pochodzenia i zgodę Pekinu na budowę linii. Rozpoczęto od odcinka z Keelungu do Tajpej. Prace posuwały się opornie, ponieważ europejscy inżynierowie nie mieli władzy nad generałem zarządzającym żołnierzami, wykonującymi właściwą pracę. Żołnierze, nie przygotowani technicznie, używali kołków wyznaczających przebieg linii na opał, lekceważyli stemplowanie tuneli i konstrukcję systemów odwadniających. Ulewne deszcze spłukiwały całe sekcje trasy i zawalały tunele. Oficerowie przyjmowali łapówki za prowadzenie linii wokół istniejących grobów i prywatnych posiadłości zamożnych ziemian, tory prowadziły więc zygzakiem. Gdy linia doszła do gór, sytuacja stała się jeszcze gorsza: przykładem może być drążony z dwóch stron tunel, którego końce minęły się o niemal pięć metrów. Z obiecanego miliona liangów z prywatnych funduszy, Liu zdołał zebrać jedynie 300 tys. – ostatecznie więc zaangażował środki publiczne. Ostatecznie, za jego rządów powstało 32 km linii, przedłużonych następnie – już za następnego gubernatora – do Xinzhu (1893, łącznie 92 km). Z planów budowy kolei na południe wyspy zrezygnowano z braku funduszy (odcinek do Xinzhu kosztował 1,295,960 liangów srebra).

#### Linie żeglugowe
Liu dążył do ustanowienia regularnej łączności morskiej z kontynentem. Przed wojną chińsko-francuską, cztery chińskie parowce obsługiwały połączenia z Tajwanem, skutecznie konkurując z obcokrajowcami. W czasie wojny dwa zostały uszkodzone przez Francuzów, los dwóch jest nieznany. Po wojnie, Liu usiłował uzyskać od rządu transportowce dla linii tajwańskiej i okręty wojenne do ich ochrony. Wobec braku efektów, postanowił pozyskać statki samodzielnie. Kupił brytyjski transportowiec i dwa inne statki od Lunchuan Zhaoshang Ju (China Steam Merchant Navigation Company, CSMNC), mieszanego państwowo-prywatnego przedsiębiorstwa żeglugowego, któremu patronował Li Hongzhang. Ówczesny gubernator generalny Jiangsu, Jiangxi i Anhui, Zeng Guoquan odmówił jednak uznania statków za wojskowe i zwolnienia ich z drobiazgowych kontroli, co na tyle utrudniło ich działanie, że Liu odsprzedał je z powrotem CSMNC. W 1886 założył Shangwu Ju (Biuro ds. Handlu, znane wśród cudzoziemców jako Formosa Trading Company, FTC), finansowane w 80% przez prywatnych chińskich przedsiębiorców, a w 20% przez rząd. Używało ono wyremontowanych parowców, obsługujących wcześniej linię do południowego Tajwanu. Jeszcze w tym samym roku jeden z nich zatonął w zderzeniu z brytyjskim parowcem (mimo starań, Brytyjczycy nigdy nie wypłacili należnego odszkodowania). W 1887-8 FTC nabyła kilka statków, w tym nowo zbudowane: kablowiec i dwa parowce, przez co stała się potencjalnym konkurentem dla CSMNC, co doprowadziło do konfliktu Liu Mingchuan – Li Hongzhang. Sympatia dla dawnego protegowanego nie przeszkodziła Li w zmuszeniu go do wycofania się z planów rozwoju samodzielnej linii okrętowej. W następnych latach najlepsze jednostki przejęła CSMNC, dwie zatonęły w katastrofach, a pozostałe, używane do transportu urzędników itp. nie przynosiły zysków i utrzymywane były z funduszy gubernatora.

## Kampanie przeciw aborygenom

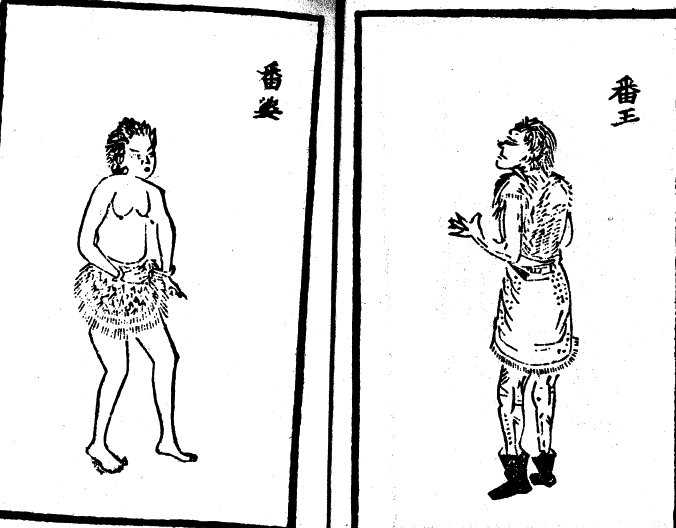
Chiński drzeworyt z 1895, przedstawiający tajwańskich aborygenów

Panowanie chińskie nad wschodnią częścią wyspy było najwyżej tytularne, a żyjące tam plemiona aborygeńskie praktycznie niezależne; dochodziło tam do incydentów, jak np. do wymordowania przez aborygenów rozbitków ze statku z wysp Riukiu, co stało się pretekstem do japońskiej ekspedycji karnej w 1874. Terytoria aborygeńskie były też bazą do najazdów na wioski chińskie i miejscem, gdzie chronili się ścigani przez chińskie prawo. W późnym okresie qingowskim przyjęto więc politykę pełnej asymilacji zakulturyzowanych aborygenów nizinnych i próbowano podporządkować sobie niezależnych dotąd od chińskiej władzy aborygenów górskich.
W tym duchu, pragnąc rozciągnąć realne chińskie panowanie na całą wyspę, uzyskać dostęp do zasobów terenów aborygeńskich, a ich samych obdarzyć dobrodziejstwami chińskiej cywilizacji, gubernator rozpoczął politykę podporządkowania i asymilacji górskich plemion. Pierwszą kampanię poprowadził już w zimie 1885-6, zajmując obszerny teren na południe od Tajpej. Zamieszkiwali go głównie zakulturowani aborygeni, którzy bez większego oporu pogodzili się z pełną władzą chińską.
W 1886 Liu Mingchuan ustanowił Fukenju (撫墾局， "Biuro zagospodarowywania i pacyfikowania"), które miało kontrolować stosunki między górskimi aborygenami i Hanami. Druga kampania, latem 1886, miała zabezpieczyć lasy kamforowe na północ od Zhanghua. 1500 żołnierzy lokalnej milicji napotkało zażarty opór i po dwóch miesiącach walk, straciwszy 1/3 stanu, nie osiągnęło zamierzonego celu. Drugi oddział został okrążony w lasach i konieczna była odsiecz, by go wydobyć z potrzasku.
W 1887 rozpoczął kampanię „Otwarcia gór, pacyfikacji barbarzyńców" (kaishan fufan); był to początek najaktywniejszych prób podporządkowania aborygenów, jakie podjęto za panowania chińskiego. Głównymi powodami były względy bezpieczeństwa i chęć zwiększenia wpływów z dystylacji kamfory, z występujących w górskich lasach kamforowców. Prowadzone od północnego wschodu operacje w powiecie Yilan napotykały równie zaciętą obronę. Z początkiem 1887 aborygeni wybili 400 osobowy oddział chiński; wysłane posiłki radziły sobie nie lepiej – ze 273 osobowego oddziału, dowodzonego przez bratanka gubernatora, tylko kilku żołnierzy ocalało, by opowiedzieć o losach okrążonej kompanii. Mimo że Liu zaopatrywał oddziały jak najlepiej – w nowoczesną broń, moździerze, miny, a nawet kartaczownice Gatlinga – nie dawało to wystarczającej przewagi w gęstych lasach. Po 1887 zaprzestano wielkich wypraw, ale rozpętanej agresji nie dało się powstrzymać i pograniczna wojna między aborygenami a chińskimi osadnikami i milicjami trwała właściwie bez przerwy. Aborygeni kontynuowali polowanie na chińskie głowy, Chińczycy (według naocznych świadków) posuwali do kanibalizmu.
Podobnie mało skuteczne okazały się próby przyspieszonej asymilacji przez ustanawianie szkół (w górach i dla specjalnie zdolnych – w Tajpej) dla aborygenów, nauczających chińskiego języka (mandaryńskiego lub minnańskiego), chińskich i mandżurskich obyczajów (w tym noszenia warkocza) i klasyków konfucjańskich – ich sukcesy były w najlepszym przypadku tymczasowe. Następca Liu zarzucił program, zanim ten zdążył przynieść jakiekolwiek efekty.

## Spuścizna i ocena
Sfrustrowany rosnącą opozycją lokalną i na dworze w Pekinie, Liu zrezygnował ze względu na słabe zdrowie i opuścił wyspę w 1891. Jego następca zahamował większość reform. Ironią historii jest, że większość planowanych przez Liu Mingchuana reform wprowadzili na wyspie Japończycy, którzy opanowali ją kilka miesięcy przed jego śmiercią, w wyniku wojny chińsko-japońskiej.
Robert Gardella tak ocenia działania Liu Mingchuana:

Działając w ramach późnoqingowskiego aparatu biurokratycznego, wciąż stosunkowo powolnego i finansowo słabego, usiłował osiągnąć zbyt wiele zbyt szybko, co musiało doprowadzić do frustracji i porażek. Jego wysiłki skoncentrowane były głównie na północy i często nieskoordynowane. W sprawach kluczowych, jak reforma kopalni i kosztowne kampanie przeciw Aborygenom, udało mu się zrazić dwór do siebie. Równocześnie Liu Mingchuan pozostaje najbardziej energiczną i przyciągającą uwagę osobowością w dziewiętnastowiecznej historii wyspy. Jego porażki są ewidentne, lecz nie powinny przeważać nad długą listą realnych osiągnięć, które m.in. obejmują obronę wyspy przed zdeterminowanym zachodnim przeciwnikiem, dalekosiężne reformy finansowe i wprowadzenie nadzwyczaj energicznej odmiany qingowskiej administracji, nie wahającej się zmierzyć z lokalnymi problemami

Jego energiczne i oświecone rządy są wysoko oceniane, zarówno przez historyków chińskich, jak i tajwańskich, uznawany jest za jedną z najwybitniejszych postaci w historii wyspy. Nawet w czasach dyktatury Kuomintangu, gdy podręczniki szkolne mówiły o Chinach, a historię Tajwanu praktycznie pomijały, wspominały one Liu Mingchuana i jego reformy.
Jego memoriały do tronu, zebrane w 22 tomach, zostały opracowane i wydane w 1906.
Imieniem Liu Mingchuana nazwany jest prywatny Uniwersytet Mingchuan (銘傳大學, Mingchuan daxue) w Tajpej.